# Vive la sociale !
Pour plus de détails, voir Fiche technique et Distribution.
Vive la sociale ! est un film français réalisé par Gérard Mordillat, sorti en 1983.

## Synopsis
Maurice Decques est un Parisien, né du mélange détonnant d'un père communiste et d'une mère anarchiste. Il vit dans le quartier de Ménilmontant depuis son enfance, et continue à y vivre, chez ses parents, après son mariage avec une violoncelliste hongroise, peu sensible aux charmes du communisme réel. 
Le titre est une référence au slogan "Vive la Commune ! Vive la Sociale !" populaire pendant la Commune de Paris. 

## Fiche technique
- Titre : Vive la sociale !
- Réalisation : Gérard Mordillat
- Scénario : Gérard Mordillat, Louis-Charles Sirjacq, Jacques Audiard
- Musique : Jean-Claude Petit
- Photographie : François Catonné
- Décors : Théobald Meurisse
- Son : Michel Vionnet
- Montage : Michèle Catonné
- Production : Gérard Guérin
- Sociétés de production : Laura Productions, Hachette-Fox Productions
- Pays de production :  France
- Format : Couleurs
- Genre : comédie
- Durée : 95 minutes
- Date de sortie : 5 octobre 1983

## Distribution
- François Cluzet : Maurice Decques
- Robin Renucci : Pater
- Élizabeth Bourgine : Genichka
- Jean-Yves Dubois : Vantrou
- Yves Robert : Jojo, le père
- Judith Magre : la mère
- Jean-Pierre Cassel : le camelot
- Maurice Baquet : Monsieur Jo
- Claude Duneton : l'infirmier
- Henri Génès : Monsieur Armand
- Jean-Pierre Malignon : Hélas
- Christophe Odent : Jojo, fils
- Nicolas Philibert : Francis
- Jacques Rispal : le directeur du préventorium
- Micheline Luccioni : Madame Armand
- Alain Bombard : lui-même
- Ariane Ascaride : Marie-Thé
- Emmanuelle Debever : Gisèle
- Camille Grandville : Martine
- Pascal Pistacio : Valentin
- Bernadette Le Saché
- Michel Berto

## Lieux de tournage
- Charente-Maritime
  - La Rochelle
  - Île de Ré au Phare des baleines
- Hauts-de-Seine
  - Studios de Boulogne à Boulogne-Billancourt